# Halecium corrugatissimum
Halecium corrugatissimum är en nässeldjursart som beskrevs av Trebilcock 1928. Halecium corrugatissimum ingår i släktet Halecium och familjen Haleciidae. Inga underarter finns listade i Catalogue of Life.